# Emiliano Grillo
Emiliano Grillo(prononciation : /ˈɡɾi.ʝo/), né à Resistencia le 14 septembre 1992 est un golfeur professionnel argentin qui joue sur le tour européen et le PGA Tour (depuis 2015), où il gagne son premier tournoi en 2015, le Frys.com Open.
En 2016 il se classe huitième du tournoi olympique de golf.

## Palmarès

### Victoires sur le PGA Tour
| no | Date            | Tournoi       | Score                 | Avance   | Second   |
| -- | --------------- | ------------- | --------------------- | -------- | -------- |
| 1. | 18 octobre 2015 | Frys.com Open | -15 (68-71-65-69=273) | Play-off | Kevin Na |

### Résultats en tournois majeurs
| Tournoi          | 2015 | 2016 | 2017 |
| ---------------- | ---- | ---- | ---- |
| Masters de golf  | DNP  | T17  | 51   |
| US Open de golf  | DNP  | T54  | CUT  |
| Open britannique | DNP  | T12  | CUT  |
| USPGA            | T61  | T13  | CUT  |

DNP = N'a pas participé

CUT = A raté le Cut

"T" = Égalité

Le fond vert montre les victoires et le fond jaune un top 10.